# Stella Kyriakides
Stella Kyriakides (grško Στέλλα Κυριακίδου), ciprska političarka; * 10. marec 1956, Nikozija, Ciper.
Je ciprska psihologinja in političarka konservativne stranke Demokratični zbor. Med letoma 2019 in 2024 je opravljala funkcijo evropske komisarke za zdravje in varnost hrane. Bila je prva državljanka Cipra in tretja ženska, ki je predsedovala Parlamentarni skupščini Sveta Evrope.

## Mladost in izobraževanje
Kyriakidesova, rojena v Nikoziji, je diplomirala iz psihologije na Univerzi v Readingu in magistriral iz tematike neprilagojenosti otrok na Univerzi Victoria v Manchestru.

## Zgodnja kariera
Kyriakidesova je med letoma 1976 in 2006 delala na ciprskem Ministrstvu za zdravje, in sicer kot klinična psihologinja na oddelku za otroško in mladostniško psihiatrijo.
Leta 1999 je bila izvoljena za predsednico prvega gibanja proti raku dojk na Cipru. Od leta 2004 do 2006 je bila predsednica Evropske koalicije za boj proti raku dojk Europa Donna. Leta 2016 je bila imenovana za predsednico Nacionalnega odbora Sveta za strategijo raka.

## Zasebno
Kyriakidesova ima dva otroka. V letih 1996 in 2004 je bolehala za rakom dojk.

## Politična kariera
Kot kandidatka svoje stranke je bila izvoljena za poslanko na ciprskih zakonodajnih volitvah leta 2006. Od leta 2013 je Kyriakidesova podpredsednica stranke Demokratski zbor, pod vodstvom njenega predsednika Nicosa Anastaziadesa.
Leta 2018 je na Cipru zahtevala zakon, ki dekriminalizira splav.

### Svet Evrope
Poleg svojih parlamentarnih nalog na Cipru je Kyriakidesova med letoma 2012 do 2019 opravljala funkcijo predsednice ciprske delegacije v Parlamentarni skupščini Sveta Evrope (PACE). Od leta 2016 do 2018 je vodila Odbor PACE za socialne zadeve, zdravje in regionalni razvoj. Oktobra 2017 je po odstopu španskega člana Pedra Agramunta kandidirala za predsednico PACE in v tretjem krogu zmagala proti Litovcu Emanuelisu Zingerisu. Od leta 2018 do 2019 je bila predstavnica PACE pri Beneški komisiji.

### Evropska komisarka
Po evropskih volitvah 2019 je predsednik Nicos Anastasiades Kyriakidesovo imenoval za naslednjo ciprsko evropsko komisarko. Prevzela je resor za zdravje in varnost hrane.
V začetku marca 2020 je predsednica Ursula von der Leyen imenovala Kyriakidesovo v posebno delovno skupino za usklajevanje odziva Evropske unije na pandemijo COVID-19.